# British Academy Film Awards 2012
Die 65. Verleihung der British Academy Film Awards fand am 12. Februar 2012 im Royal Opera House in London statt. Die Filmpreise der British Academy of Film and Television Arts (BAFTA) wurden in 24 Kategorien verliehen. Gastgeber der Veranstaltung war der britische Schauspieler und Moderator Stephen Fry, der bereits von 2001 bis 2006 diese Funktion übernommen hatte. 
Die Nominierungen für die British Academy Film Awards waren am 17. Januar 2012 bekanntgegeben worden. Mit insgesamt 12 Nennungen führte die bereits mit drei Golden Globe Awards ausgezeichnete französische Stummfilm-Hommage The Artist das Feld der nominierten Filme an, der in sieben Kategorien triumphieren konnte (u. a. Bester Film, Beste Regie, Bester Hauptdarsteller – Jean Dujardin). Es folgten Dame, König, As, Spion, eine britische Adaption von John le Carrés gleichnamigen Spionageroman, mit elf Nominierungen und Martin Scorseses Kinderbuchverfilmung Hugo Cabret mit neun Nennungen. Dame, König, As, Spion gewann die Preise für den besten britischen Film und das beste adaptierte Drehbuch, Hugo Cabret die Kategorien für Ton und Szenenbild. Scorsese war nicht nur als bester Regisseur nominiert (für Hugo Cabret), sondern auch für den besten Dokumentarfilm (für George Harrison – Living in the Material World über den Musiker George Harrison). Darüber hinaus wurde Scorsese der Ehrenpreis der BAFTA, die Academy Fellowship, zuerkannt, mit der das Lebenswerk des US-amerikanischen Filmemachers gewürdigt wird. Je zwei weitere Preise gewannen das Drama Die Eiserne Lady, eine Filmbiografie über die frühere britische Premierministerin Margaret Thatcher (Beste Hauptdarstellerin – Meryl Streep, Beste Maske) und die Dokumentation Senna (Bester Dokumentarfilm, Bester Schnitt) über den gleichnamigen brasilianischen Formel-1-Rennfahrer (1960–1994).
| Film                                                          | N  | A |
| ------------------------------------------------------------- | -- | - |
| The Artist                                                    | 12 | 7 |
| Dame, König, As, Spion                                        | 11 | 2 |
| Hugo Cabret                                                   | 9  | 2 |
| My Week with Marilyn                                          | 6  | 0 |
| Gefährten                                                     | 5  | 0 |
| The Help                                                      | 5  | 1 |
| Die Eiserne Lady                                              | 4  | 2 |
| Drive                                                         | 4  | 0 |
| Harry Potter und die Heiligtümer des Todes – Teil 2           | 4  | 1 |
| Die Kunst zu gewinnen – Moneyball                             | 3  | 0 |
| The Descendants – Familie und andere Angelegenheiten          | 3  | 0 |
| Senna                                                         | 3  | 2 |
| We Need to Talk About Kevin                                   | 3  | 0 |
| Brautalarm                                                    | 2  | 0 |
| Die Abenteuer von Tim und Struppi – Das Geheimnis der Einhorn | 2  | 0 |
| Shame                                                         | 2  | 0 |
| The Ides of March – Tage des Verrats                          | 2  | 0 |
| Verblendung                                                   | 2  | 0 |

## Wahlprozedere
Für eine Nominierung bei den 65. British Academy Film Awards wurden alle Spielfilme berücksichtigt, die zwischen dem 1. Januar und dem 31. Dezember 2011 im Vereinigten Königreich veröffentlicht wurden, beziehungsweise die bei einer geplanten Veröffentlichung bis zum 10. Februar 2010 vom Verleiher vorab der Academy präsentiert wurden. Für Kurzfilme und animierte Kurzfilme galten besondere Regeln, so wurden nur britische Produktionen für diese Kategorien zugelassen. Insgesamt 285 Filme erfüllten diese Bedingungen.
Die Vergabe der British Academy Film Awards erfolgte in drei Wahlgängen. Nach dem ersten Wahlgang wurde am 6. Januar 2012 für die meisten Kategorien eine Longlist veröffentlicht, die bis zu 15 Kandidaten pro Kategorie enthielt. Aus dieser Longlist, die von Dame, König, As, Spion und Simon Curtis’ My Week with Marilyn mit je 16 Nennungen angeführt wurde, bestimmte man im zweiten Wahlgang die Nominierungen. Mit Ausnahme der Kategorien Bester britischer Film, Bester nicht-englischsprachiger Film und Bester Dokumentarfilm konnten alle Mitglieder der BAFTA in allen Kategorien abstimmen. Die Nominierungen wurden am 17. Januar 2012 von den Schauspielern Daniel Radcliffe und Holliday Grainger präsentiert.
Im letzten Wahlgang stimmten die einzelnen Chapter der British Academy of Film and Television Arts über die Kandidaten ab. Lediglich in den vier Darstellerkategorien sowie in den Kategorien Bester Film, Bester britischer Film, Bester nicht-englischsprachiger Film sowie Bester Dokumentarfilm konnten alle Mitglieder abstimmen.

## Preisträger und Nominierungen

### Bester Film
The Artist – Thomas Langmann
Dame, König, As, Spion (Tinker Tailor Soldier Spy) – Tim Bevan, Eric Fellner, Robyn Slovo
The Descendants – Familie und andere Angelegenheiten (The Descendants) – Jim Burke, Alexander Payne, Jim Taylor
Drive – Marc Platt, Adam Siegel
The Help – Michael Barnathan, Chris Columbus, Brunson Green

### Bester britischer Film
Dame, König, As, Spion (Tinker Tailor Soldier Spy) – Tomas Alfredson, Tim Bevan, Eric Fellner, Bridget O’Connor, Robyn Slovo, Peter Straughan
My Week with Marilyn – Simon Curtis, Adrian Hodges, David Parfitt, Harvey Weinstein
Senna – Tim Bevan, Eric Fellner, James Gay-Rees, Asif Kapadia, Manish Pandey
Shame – Iain Canning, Steve McQueen, Abi Morgan, Emile Sherman
We Need to Talk About Kevin – Jennifer Fox, Rory Stewart Kinnear, Lynne Ramsay, Luc Roeg, Robert Salerno

### Beste Regie
Michel Hazanavicius – The Artist
Tomas Alfredson – Dame, König, As, Spion (Tinker Tailor Soldier Spy)
Lynne Ramsay – We Need to Talk About Kevin
Nicolas Winding Refn – Drive
Martin Scorsese – Hugo Cabret (Hugo)

### Bester Hauptdarsteller
Jean Dujardin – The Artist
George Clooney – The Descendants – Familie und andere Angelegenheiten (The Descendants)
Michael Fassbender – Shame
Gary Oldman – Dame, König, As, Spion (Tinker Tailor Soldier Spy)
Brad Pitt – Die Kunst zu gewinnen – Moneyball (Moneyball)

### Beste Hauptdarstellerin
Meryl Streep – Die Eiserne Lady (The Iron Lady)
Bérénice Bejo – The Artist
Viola Davis – The Help
Tilda Swinton – We Need to Talk About Kevin
Michelle Williams – My Week with Marilyn

### Bester Nebendarsteller
Christopher Plummer – Beginners
Kenneth Branagh – My Week with Marilyn
Jim Broadbent – Die Eiserne Lady (The Iron Lady)
Jonah Hill – Die Kunst zu gewinnen – Moneyball (Moneyball)
Philip Seymour Hoffman – The Ides of March – Tage des Verrats (The Ides of March)

### Beste Nebendarstellerin
Octavia Spencer – The Help
Jessica Chastain – The Help
Judi Dench – My Week with Marilyn
Melissa McCarthy – Brautalarm (Bridesmaids)
Carey Mulligan – Drive

### Bestes adaptiertes Drehbuch
Bridget O’Connor, Peter Straughan – Dame, König, As, Spion (Tinker Tailor Soldier Spy)
George Clooney, Grant Heslov, Beau Willimon – The Ides of March – Tage des Verrats (The Ides of March)
Nat Faxon, Alexander Payne, Jim Rash – The Descendants – Familie und andere Angelegenheiten (The Descendants)
Aaron Sorkin, Steven Zaillian – Die Kunst zu gewinnen – Moneyball (Moneyball)
Tate Taylor – The Help

### Bestes Original-Drehbuch
Michel Hazanavicius – The Artist
Woody Allen – Midnight in Paris
John Michael McDonagh – The Guard – Ein Ire sieht schwarz (The Guard)
Abi Morgan – Die Eiserne Lady (The Iron Lady)
Annie Mumolo, Kristen Wiig – Brautalarm (Bridesmaids)

### Beste Filmmusik
Ludovic Bource – The Artist
Alberto Iglesias – Dame, König, As, Spion (Tinker Tailor Soldier Spy)
Howard Shore – Hugo Cabret (Hugo)
Trent Reznor, Atticus Ross – Verblendung (The Girl with the Dragon Tattoo)
John Williams – Gefährten (War Horse)

### Beste Kamera
Guillaume Schiffman – The Artist
Jeff Cronenweth – Verblendung (The Girl with the Dragon Tattoo)
Hoyte van Hoytema – Dame, König, As, Spion (Tinker Tailor Soldier Spy)
Janusz Kamiński – Gefährten (War Horse)
Robert Richardson – Hugo Cabret (Hugo)

### Bester Ton
Tom Fleischman, Eugene Gearty,  John Midgley, Philip Stockton – Hugo Cabret (Hugo)
Howard Bargroff, John Casali, Doug Cooper, Stephen Griffiths, Andy Shelley – Dame, König, As, Spion (Tinker Tailor Soldier Spy)
Mike Dowson, Stuart Hilliker, James Mather, Adam Scrivener, Stuart Wilson – Harry Potter und die Heiligtümer des Todes – Teil 2 (Harry Potter and the Deathly Hallows: Part 2)
Richard Hymns, Tom Johnson, Andy Nelson, Gary Rydstrom, Stuart Wilson – Gefährten (War Horse)
Michael Krikorian, Gérard Lamps, Nadine Muse – The Artist

### Beste Kostüme
Mark Bridges – The Artist
Jacqueline Durran – Dame, König, As, Spion (Tinker Tailor Soldier Spy)
Michael O’Connor – Jane Eyre
Sandy Powell – Hugo Cabret (Hugo)
Jill Taylor – My Week with Marilyn

### Beste Maske
Marese Langan – Die Eiserne Lady (The Iron Lady)
Jan Archibald, Morag Ross – Hugo Cabret (Hugo)
Cydney Cornell, Julie Hewett – The Artist
Amanda Knight, Lisa Tomblin – Harry Potter und die Heiligtümer des Todes – Teil 2 (Harry Potter and the Deathly Hallows: Part 2)
Jenny Shircore – My Week with Marilyn

### Bestes Szenenbild
Dante Ferretti, Francesca Lo Schiavo – Hugo Cabret (Hugo)
Laurence Bennett, Robert Gould – The Artist
Rick Carter, Lee Sandales – Gefährten (War Horse)
Stuart Craig, Stephenie McMillan – Harry Potter und die Heiligtümer des Todes – Teil 2 (Harry Potter and the Deathly Hallows: Part 2)
Maria Djurkovic, Tatiana Macdonald – Dame, König, As, Spion (Tinker Tailor Soldier Spy)

### Bester Schnitt
Chris King, Gregers Sall – Senna
Anne-Sophie Bion, Michel Hazanavicius – The Artist
Dino Jonsäter – Dame, König, As, Spion (Tinker Tailor Soldier Spy)
Matthew Newman – Drive
Thelma Schoonmaker – Hugo Cabret (Hugo)

### Beste visuelle Effekte
Tim Burke, Greg Butler, John Richardson, David Vickery – Harry Potter und die Heiligtümer des Todes – Teil 2 (Harry Potter and the Deathly Hallows: Part 2)
Neil Corbould, Ben Morris – Gefährten (War Horse)
Robert Legato, Ben Grossmann, Joss Williams – Hugo Cabret (Hugo)
Dan Lemmon, Joe Letteri, R. Christopher White – Planet der Affen: Prevolution (Rise of the Planet of the Apes)
Joe Letteri – Die Abenteuer von Tim und Struppi – Das Geheimnis der Einhorn (The Adventures of Tintin: The Secret of the Unicorn)

### Bester animierter Spielfilm
Rango – Gore Verbinski
Arthur Weihnachtsmann (Arthur Christmas) – Sarah Smith
Die Abenteuer von Tim und Struppi – Das Geheimnis der Einhorn (The Adventures of Tintin: The Secret of the Unicorn) – Steven Spielberg

### Bester animierter Kurzfilm
A Morning Stroll – Grant Orchard, Sue Goffe
Abuelas – Afarin Eghbal, Kasia Malipan, Francesca Gardiner
Bobby Yeah – Robert Morgan

### Bester Kurzfilm
Pitch Black Heist – John Maclean, Gerardine O’Flynn
Chalk – Martina Amati, Gavin Emerson, James Bolton, Ilaria Bernardini
Mwansa the Great – Rungano Nyoni, Gabriel Gauchet
Only Sound Remains – Arash Ashtiani, Anshu Poddar
Two And Two – Babak Anvari, Kit Fraser, Gavin Cullen

### Beste Nachwuchsleistung
Paddy Considine (Regie), Diarmid Scrimshaw (Produktion) – Tyrannosaur – Eine Liebesgeschichte (Tyrannosaur)
Richard Ayoade (Regie, Drehbuch) – Submarine
Joe Cornish (Regie, Drehbuch) – Attack the Block
Ralph Fiennes (Regie) – Coriolanus
Will Sharpe (Regie, Drehbuch), Tom Kingsley (Regie), Sarah Brocklehurst (Produktion) – Black Pond

### Bester Dokumentarfilm
Senna – Tim Bevan, Eric Fellner, James Gay-Rees, Asif Kapadia, Manish Pandey
George Harrison – Living in the Material World – Olivia Harrison, Martin Scorsese, Nigel Sinclair
Project Nim – James Marsh, Simon Chinn

### Bester nicht-englischsprachiger Film
Die Haut, in der ich wohne (La piel que habito), Spanien – Agustín Almodóvar, Pedro Almodóvar
Die Frau, die singt (Incendies), Kanada – Luc Déry, Kim McCraw, Denis Villeneuve
Nader und Simin – Eine Trennung (Jodaeiye Nader az Simin), Iran – Asghar Farhadi
Pina, Deutschland – Gian-Piero Ringel, Wim Wenders
Das Schmuckstück (Potiche), Frankreich – Eric Altmayer, Nicolas Altmayer, François Ozon

### Beste darstellerische Nachwuchsleistung(Orange Wednesdays Rising Star Award)
Der Orange Wednesdays Rising Star Award ist ein Publikumspreis, der Preisträger wurde durch eine telefonische Abstimmung ermittelt.
Adam Deacon
Chris Hemsworth
Tom Hiddleston
Chris O’Dowd
Eddie Redmayne

## Ehrenpreise

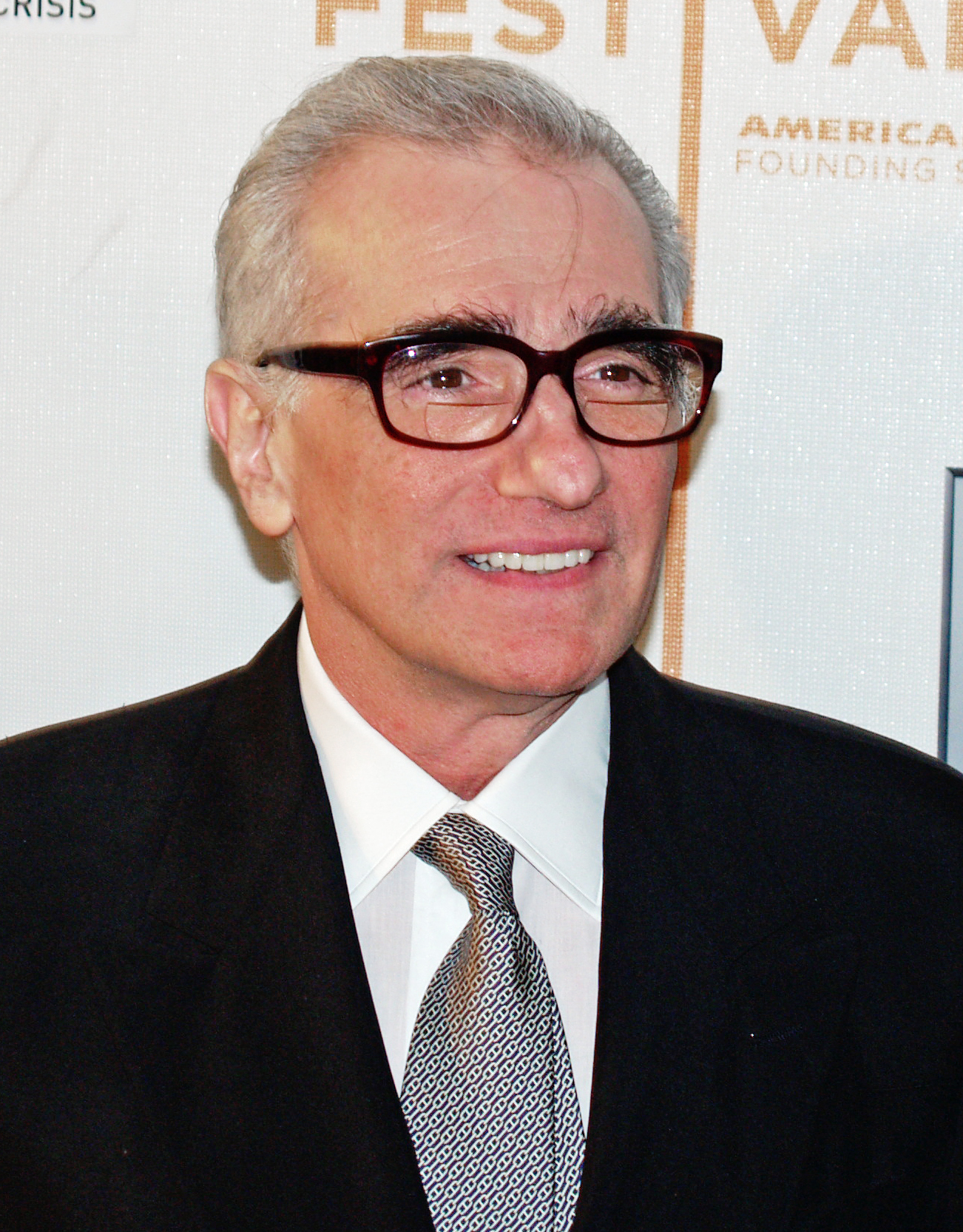
Martin Scorsese, Academy Fellow von 2012

### Academy Fellowship
- Martin Scorsese – US-amerikanischer Filmproduzent und Regisseur

### Herausragender britischer Beitrag zum Kino
(Outstanding British Contribution to Cinema)
- John Hurt – britischer Theater- und Filmschauspieler

### Special Award
- Wolfgang Suschitzky – österreichisch-britischer Kameramann